# Équipe du Venezuela masculine de volley-ball
 (août 2024).
Si vous disposez d'ouvrages ou d'articles de référence ou si vous connaissez des sites web de qualité traitant du thème abordé ici, merci de compléter l'article en donnant les références utiles à sa vérifiabilité et en les liant à la section « Notes et références ».
Cet article traite de l'équipe masculine. Pour l'équipe féminine, voir Équipe du Venezuela féminine de volley-ball.
L'équipe du Venezuela de volley-ball est composée des meilleurs joueurs vénézuéliens sélectionnés par la Fédération Vénézuélienne de Volleyball (Federación Venezolana de Voleibol, FVV). Elle est actuellement classée au 16e rang de la FIVB au 4 janvier 2012.

## Sélection actuelle
Sélection pour les Qualifications aux championnats du Monde de 2010.

Entraîneur :  Jose Gutierrez ; entraîneur-adjoint :  Renne Oliveros

## Palmarès et parcours

### Palmarès
- Championnat d'Amérique du Sud
  - Finaliste : 1964, 1967, 1969, 1975, 1977, 1979, 1985, 1997, 2003, 2017[1]
  - Troisième : 1962, 1973, 1987, 1989, 1991, 1995, 1999, 2001, 2005, 2007, 2009, 2011
  - Quatrième : 1981, 1983, 1993
- Jeux panaméricains
  - Vainqueur : 2003[2]
  - Quatrième : 1971, 1995, 2007
- Copa America
  - Troisième : 2008
- Jeux d'Amérique centrale et des Caraïbes
  - Finaliste : 1959, 1966, 1970, 1978, 2002, 2010
  - Troisième : 1962, 1982, 1990, 1993, 1998, 2006

### Parcours

#### Jeux Olympiques
| - 1964 : non qualifié - 1968 : non qualifié - 1972 : non qualifié - 1976 : non qualifié - 1980 : non qualifié - 1984 : non qualifié - 1988 : non qualifié - 1992 : non qualifié - 1996 : non qualifié - 2000 : non qualifié | - 2004 : non qualifié - 2008 : 9e - 2012 : non qualifié - 2016 : non qualifié - 2020 : 12e - 2024 : non qualifié |

#### Championnats du monde
| - 1949 : non qualifié - 1952 : non qualifié - 1956 : non qualifié - 1960 : 10e - 1962 : non qualifié - 1966 : non qualifié - 1970 : 23e - 1974 : 21e - 1978 : 21e - 1982 : 19e | - 1986 : 16e - 1990 : 16e - 1994 : non qualifié - 1998 : non qualifié - 2002 : 17e - 2006 : 17e - 2010 : 19e - 2014 : 17e - 2018 : non qualifié - 2022 : non qualifié - 2025 : non qualifié |

#### Ligue mondiale
| - 1990 : non participant - 1991 : non participant - 1992 : non participant - 1993 : non participant - 1994 : non participant - 1995 : non participant - 1996 : non participant - 1997 : non participant - 1998 : non participant - 1999 : non participant | - 2000 : non participant - 2001 : non participant - 2002 : 13e - 2003 : 13e - 2004 : non participant - 2005 : 7e - 2006 : non participant - 2007 : non participant - 2008 : 13e - 2009 : 13e | - 2010 : non participant - 2011 : non participant - 2012 : non participant - 2013 : non participant - 2014 : non participant - 2015 : 30e - 2016 : 30e - 2017 : 34e |

#### Coupe du monde
| - 1965 : non participant - 1969 : non participant - 1977 : non participant - 1981 : non participant - 1985 : non participant - 1989 : non participant - 1991 : non participant - 1995 : non participant - 1999 : non participant - 2003 : 8e | - 2007 : non participant - 2011 : non participant - 2015 : 11e - 2019 : non participant |

#### Jeux Panaméricains
| - 1955 : 6e - 1959 : 5e - 1963 : 5e - 1967 : 5e - 1971 : 4e - 1975 : 5e - 1979 : 8e - 1983 : 6e - 1987 : Non qualifié - 1991 : Non qualifié | - 1995 : 4e - 1999 : 5e - 2003 : Vainqueur - 2007 : 4e - 2011 : 8e |

#### Coupe panaméricaine
| - 2006 : non participant - 2007 : non participant - 2008 : non participant - 2009 : non participant - 2010 : 9e - 2011 : 6e - 2012 : 7e |

#### Championnat d'Amérique du Sud
| - 1951 : non participant - 1956 : non participant - 1958 : non participant - 1961 : non participant - 1962 : 3e - 1964 : 2e - 1967 : 2e - 1969 : 2e - 1971 : non participant - 1973 : 3e | - 1975 : 2e - 1977 : non participant - 1979 : 2e - 1981 : 4e - 1983 : 4e - 1985 : 2e - 1987 : 3e - 1989 : 3e - 1991 : 3e - 1993 : 4e | - 1995 : 3e - 1997 : 2e - 1999 : 3e - 2001 : 3e - 2003 : 2e - 2005 : 3e - 2007 : 3e - 2009 : 3e - 2011 : 3e |

#### Copa America
| - 1998 : 5e - 1999 : 6e - 2000 : 6e - 2001 : 5e - 2005 : 6e - 2007 : Non qualifié - 2008 : 3e |

#### Jeux d'Amérique centrale et des Caraïbes
| - 1930 : ? - 1935 : ? - 1946 : ? - 1950 : ? - 1954 : ? - 1959 : Finaliste - 1962 : 3e - 1966 : Finaliste - 1970 : Finaliste - 1974 : ? | - 1978 : Finaliste - 1982 : 3e - 1986 : ? - 1990 : 3e - 1993 : 3e - 1998 : 3e - 2002 : Finaliste - 2006 : 3e - 2010 : Finaliste |

## Entraîneurs
- Nicolae Tărchilă
- José David Suárez
- Miguel Cambero
- Argimiro Méndez
- Eliseo Ramos